# Jean-Pierre Droz
Jean-Pierre Droz (La Chaux-de-Fonds, 17 de abril de 1746-París, 2 de marzo de 1823) fue un diseñador de moneda y medallas e inventor de origen suizo pero nacionalizado francés. Fue padre, asimismo, del escultor Jules-Antoine Droz.

## Biografía

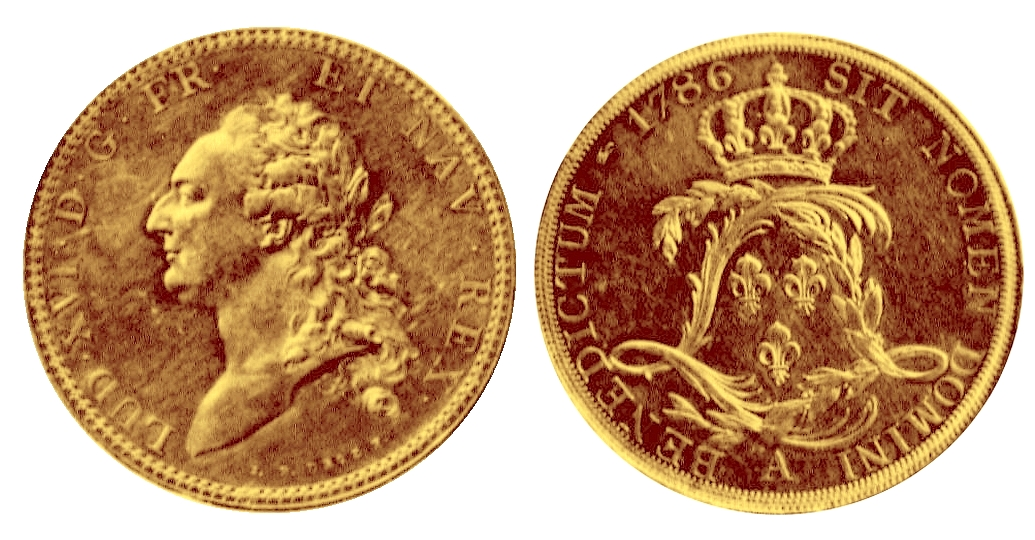
Prueba en oro de un escudo francés de 60 soldos en 1786, a nombre de Luis XVI, obra de Droz

Natural de la localidad suiza de La Chaux-de-Fonds, situada en el cantón de Neuchâtel, nació en 1746, hijo de Daniel Droz y Suzanne Esther Brandt, en el seno de una familia de agricultores. De su padre aprendió las nociones básicas del trabajo con el metal, que luego complementó con estudios de diseño y grabado. A los 18 años, en 1764, se mudó a París, donde cultivó sus dotes como grabador. Uno de sus primeros trabajos conocidos es una medalla de 1780, concebida para conmemorar la alianza del rey Luis XVI con la diócesis de Basilea.
En 1796, el Ministerio de Finanzas francés le encomendó grabar para ese mismo monarca un nuevo modelo de escudo de 60 soldos en el marco de la reforma monetaria emprendida por el ministro Charles Alexandre de Calonne. Esta moneda, sin embargo, no llegó a entrar en circulación y apenas se acuñaron unos pocos ejemplares de prueba.

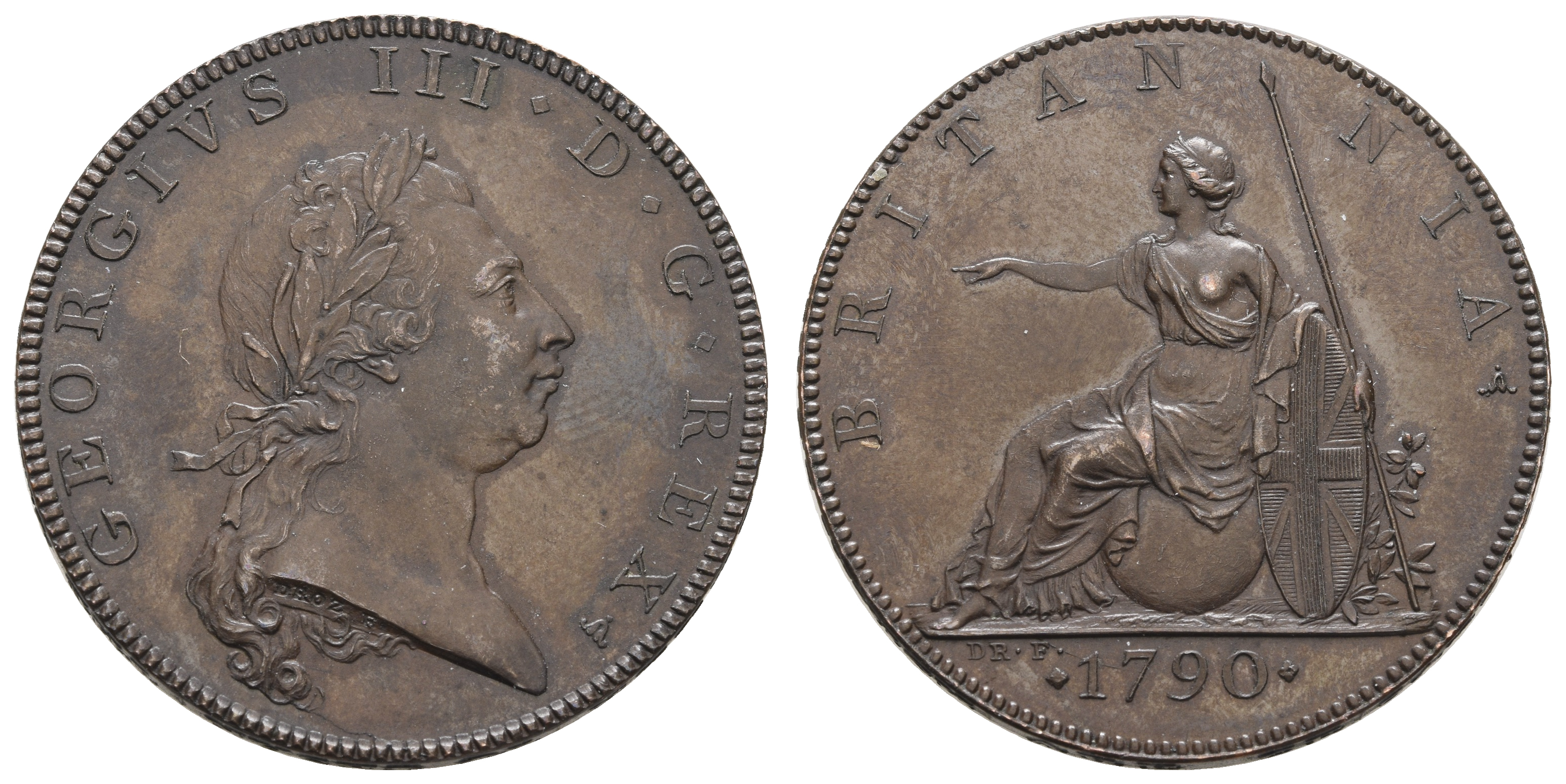
Prueba en cobre de un medio penique a nombre de Jorge III por Jean-Pierre Droz, acuñada en 1790 en la ceca de Soho de Matthew Boulton, con inscripción en el borde en relieve: RENDER TO CESAR THE THINGS WHICH ARE CESARS

En Inglaterra lo empleó durante unos años el industrial y hombre de negocios Matthew Boulton, que hizo uso de sus servicios para mejorar la calidad de las monedas privadas que emitía la empresa Boulton and Watts en la ceca de Soho, cerca de Birmingham. Allí se encargó, además, de acuñar una moneda de cobre para que circulara por las colonias británicas. En 1789, ideó un sistema para cerciorarse de que las monedas tenían efectivamente forma circular; pese a no ser apto para un gran número de ellas, su uso se mantuvo durante varios años en la ceca de Soho. En Inglaterra, la Royal Birmingham Society of Artists lo hizo miembro, y Droz adquirió notoriedad como grabador.
Entre otras encomiendas, se encargó en Birmingham, en 1791, de acuñar dos monnerons, grabadas por Augustin Dupré, que se utilizarían en Francia durante la Primera República. Se le debe, asimismo, una innovación que permitía multiplicar el número de acuñaciones que se hacían con cada cuño, que se aplicó en la impresión de unos billetes conocidos como assignats.
De regreso a París, asumió en 1799 el cargo de curador de monedas y monedas del Directorio. Tres años después, en 1802, fue ascendido al cargo de administrador general de monedas y medallas de Francia, en la Monnaie de Paris, y otros dos años después Napoléon lo nombró curador del Museo da Monnaie de París, cargo que ocupó hasta 1814.

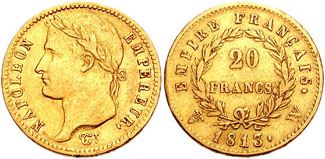
Veinte francos (1813) de la serie de Napoleón, diseño de Droz

En 1810, asimismo, ganó un concurso que le permitió encargarse del diseño de una nueva serie de moneda francesa. En el marco de ese encargo, confeccionó unas piezas de prueba de moneda de cinco francos de plata a nombre de Napoleón I. Esta moneda, que se caracterizaba por mostrar el busto del emperador en el anverso, es reconocida como su obra más significativa y dio comienzo a una serie monetaria con valores en oro de hasta cien francos, bajo la denominación de napoleón.
Falleció en París el 2 de marzo de 1823.
- Forrer, Leonard (1904). «Droz, Jean-Pierre». Biographical Dictionary of Medallists (en inglés) I. A. H. Baldwin. Wikidata Q25081818.

- Torres, Julio (2012). «Auge y caída de la acuñación a volante. Jean-Pierre Droz y Philippe Gengembre». Revue Numismatique: 319-362.